# CFL série 2100
Les 2100, sont un modèle d'autorail monocaisse, surnommés Dildo[réf. nécessaire], issus de la gamme Alstom Coradia, dérivés des X 73500 de la SNCF et exploités par les CFL entre 2000 et 2005. En 2006, les CFL ont revendu leurs 2100 à la SNCF, où ils ont été intégrés à la flotte d'X 73500.

## Description

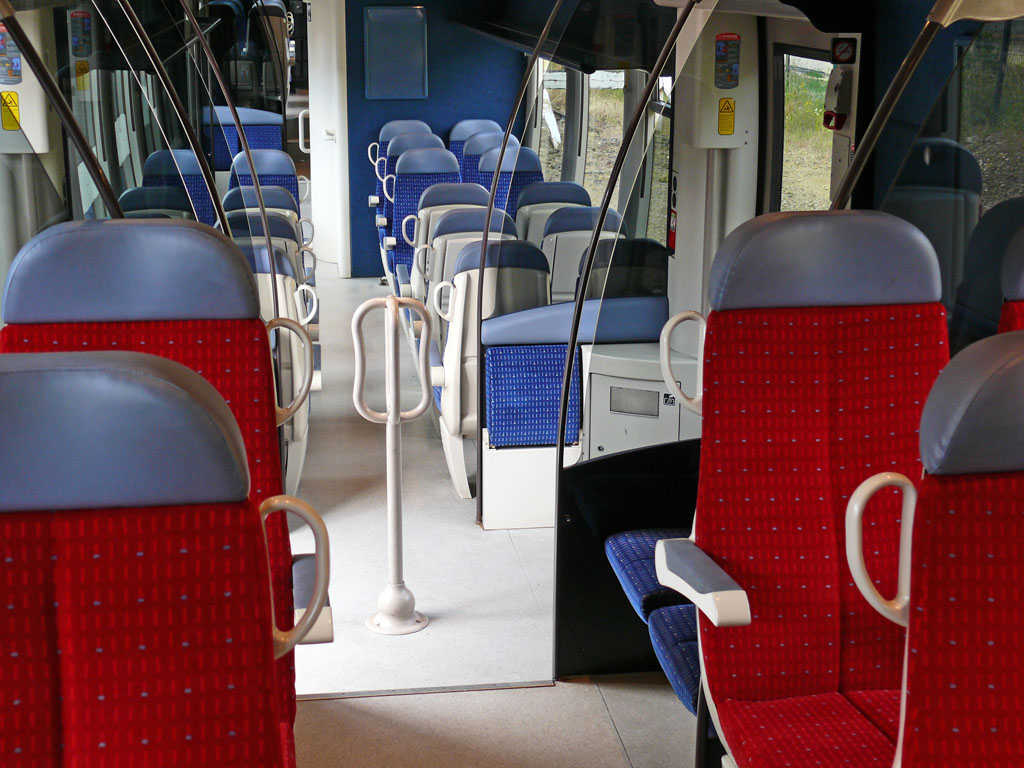
Aménagement intérieur d'un 2100, avec au premier plan l'espace première classe.

En décembre 1999, la Société nationale des chemins de fer luxembourgeois a sélectionné le constructeur Alstom pour renouveler rapidement leur flotte d'autorails et faire face à la hausse de la fréquentation de leur réseau, y compris les liaisons les moins chargées. Le Conseil d'Administration des CFL exigeait un délai de livraison court, du matériel techniquement éprouvé et confortable ; c'est ainsi que le choix s'est porté sur l'autorail Coradia A TER, déjà en service en France.
Les engins ont été développés à partir de 1996 dans le cadre d'une coopération entre les opérateurs SNCF et DB et les constructeurs De Dietrich Ferroviaire en France et Linke-Hofmann-Busch en Allemagne, tous deux filiales d'Alstom.
Leur conception moderne les a dotés d’équipements inconnus sur les précédentes générations d'autorails à savoir :
- l'affichage intérieur et extérieur dynamique pour les voyageurs ;
- un « chaudron » avant renforcé (zone d’absorption en cas de choc et cabine renforcée) ;
- une zone centrale de la caisse entre les bogies, abaissée pour faciliter l’accès des personnes à mobilité réduite (avec toilettes accessibles et portes d'accès larges) ;
- les 2 moteurs diesel de traction sont logés sous les cabines de conduite ;
- la climatisation est totale ;
- présence de 2 patins électromagnétiques de freinage d’urgence de chaque côté sur chaque bogie.

Les 2100 ont été construits par Alstom DDF (anciennement De Dietrich Ferroviaire) à Reichshoffen en France en 2000 et 2001, sur les mêmes chaînes d'assemblage que les X 73500 et X 73900 de la SNCF.
La cabine de conduite était équipée du système du contrôle de vitesse Mémor II+ et des écrans de l'Équipement à Agent Seul. Outre le Mémor II+, trois exemplaires avaient été équipés du système ETCS.

## Service
Les CFL exploitaient les 2100 sur les lignes les moins fréquentées de leur réseau. Les engins assuraient des missions Regionalbunn (RB).
- Bettembourg - Volmerange-les-Mines
- Noertzange - Rumelange-Ottange
- Luxembourg - Kleinbettingen
- Kautenbach - Wiltz
- Diekirch - Ettelbruck

## Retrait du service

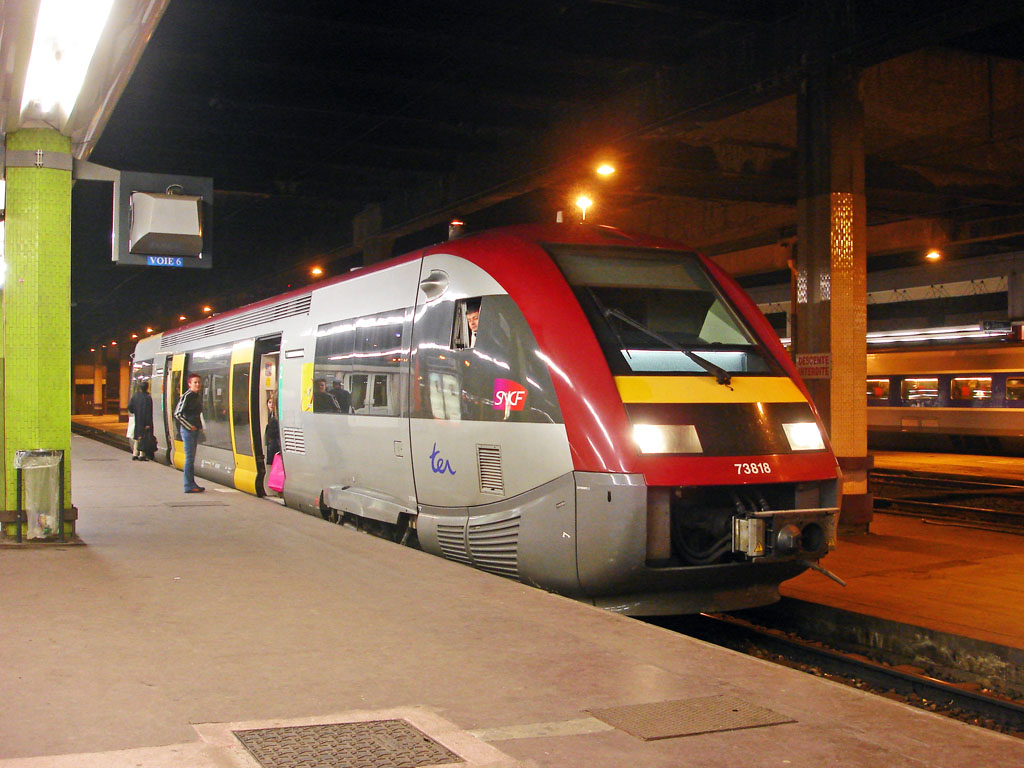
L'ancien 2106 vu peu de temps après sa cession à la SNCF, avant sa remise en peinture. Il est vu au départ d'une mission TER Metz - Verdun.

Jugés trop peu capacitaires et circulant exclusivement sur des axes électrifiés, les CFL ont retiré les six autorails 2100 du service en décembre 2005 après seulement cinq ans de service. Leur remplacement a été permis par le déploiement sur l'ensemble du réseau des automotrices 2200 (dérivés des Z 24500 de la SNCF) et des compositions réversibles à deux niveaux, libérant les automotrices 2000 (dérivées des Z 11500 de la SNCF) pour exploiter les axes les moins lourds. 
Avec le financement de la Région Lorraine, la SNCF s'est portée acquéreuse des six autorails et les a intégrés à sa flotte d'X 73500 en juin 2006, après remise au type à l'EIMM de Nevers.

## Modélisme
La firme Hornby a reproduit le 2100 à l'échelle HO, sous la marque Jouef :
- 2102
- 2106